# Carrazedo (Amares)
Carrazedo es una freguesia portuguesa del concelho de Amares, con 3,09 km² de superficie y 759 habitantes (2001). Su densidad de población es de 245,6 hab/km².